# Джирель із Джойрі

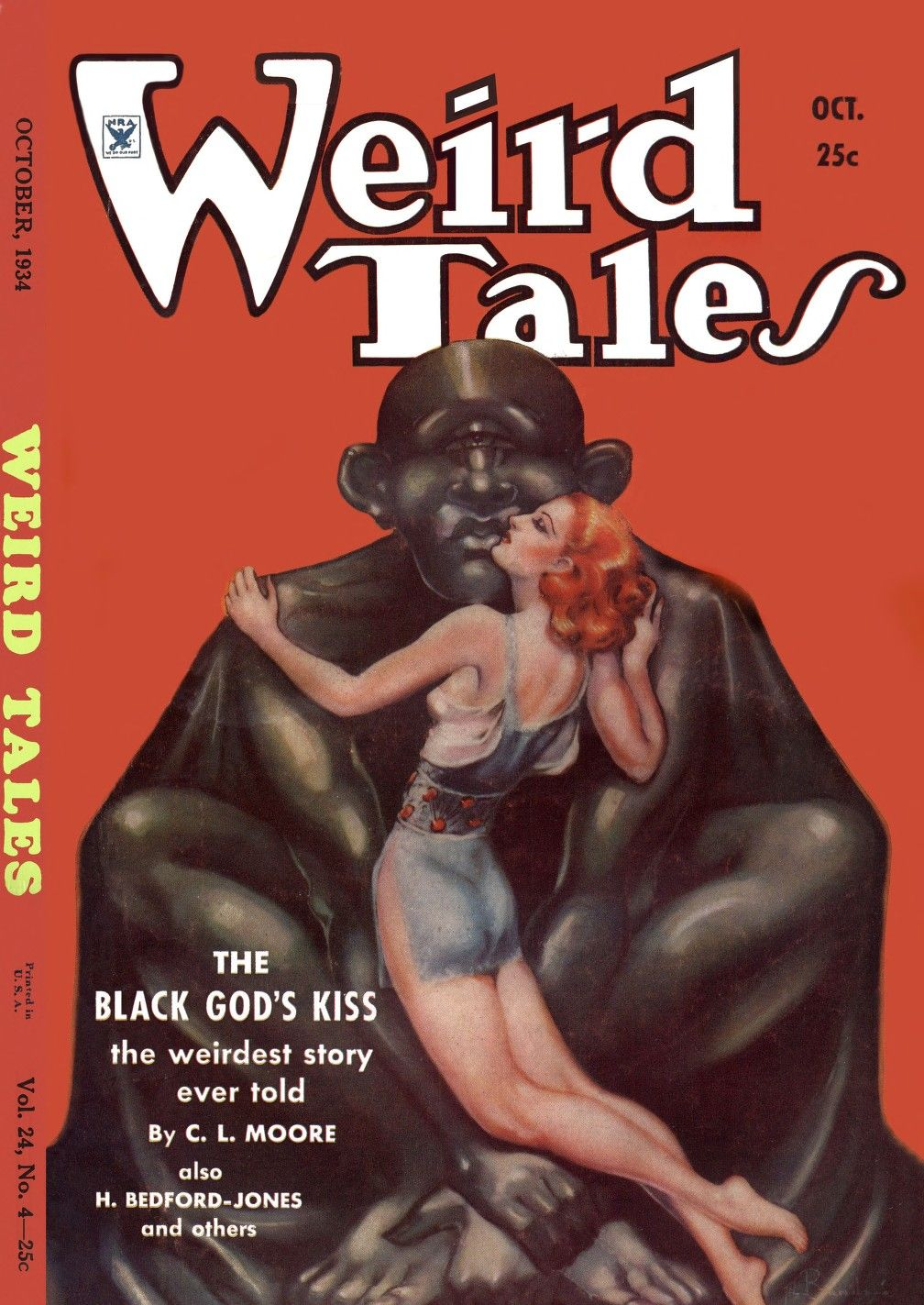
Обкладинка випуску Weird Tales за жовтень 1934 року, на якій представлено перше оповідання про Джирель із Джойрі «Поцілунок Чорного Бога».

Джирель із Джойрі — персонажка, створена американською письменницею Кетрін Люсіль Мур, яка з'явилась у серії історій про меч і чари, вперше оприлюднена в пульповому журналі жахів та фентезі Weird Tales. Джирель — горда, сувора, зарозуміла й красива правителька власних володінь — очевидно, десь у середньовічній Франції. Її пригоди постійно втягують її в небезпечні контакти з надприродним.
Ці історії є одними з перших, які показують вплив Роберта Говарда на жанр меча і чар; вони також представили жінку-протагоністку жанру.

## Оповідання та збірки
Історії Кетрін Мур про Джирель включають такі:
- «Поцілунок Чорного Бога» (жовтень 1934)
- «Тінь Чорного Бога» (грудень 1934)
- «Джирель зустрічає магію» (липень 1935)
- «Темна земля» (січень 1936)
- «Квест Зоряного каменю» (листопад 1937), з Генрі Каттнером
- «Геллсґард» (квітень 1939)

Ці оповідання, окрім «Пошуку зоряного каменю», з'являються в збірці «Джирель із Джойрі» (1969) і в компендіумі Голланца Фентезі Майстерворс «Чорні боги та червоні сни» (2002). Усі шість з'явилися у збірці видавництва Paizo Publishing «Planet Stories» під назвою «Поцілунок Чорного Бога».

## Відгуки
Вона була описана як один із перших сильних жіночих персонажів у жанрі фентезі та «перша у світі жінка-героїня з меча та чар».
Незважаючи на те, що Джирель є жіночою персонажкою, її маскулінні риси спонукали до того, що її аналізують у контексті вигадки про зміну статі.

## У масовій культурі
«Джирель із Джойрі», художня пісня 1985 року Мерседес Лекі та Леслі Фіш, увійшла до альбому Вбивство, таємниця і хаос. 